# Castor de Kellogg
El castor de Kellog (Castor californicus, també anomenat Castor accessor) és una espècie extinta de rosegador que visqué a l'oest de Nord-amèrica des de finals del Miocè fins a principis del Plistocè. Era similar a l'actual castor americà (Castor canadensis), però més gros. Era un animal semiaquàtic, tal com els altres membres del gènere Castor. Se n'han trobat fòssils als estats de Nebraska, Califòrnia, Washington i Idaho als Estats Units d'Amèrica i a l'estat de Sonora a Mèxic.